# Rovnoramenný trojúhelník

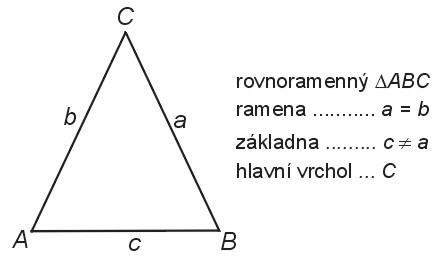
rovnoramenný trojúhelník

Rovnoramenný trojúhelník je trojúhelník, který má (alespoň) dvě strany shodné.

## Základní pojmy
Shodné strany se nazývají ramena. Strana, která není shodná s rameny, se nazývá základna. Vrchol naproti základně se nazývá hlavní vrchol.

## Vlastnosti
Kromě vlastností společných pro každý trojúhelník má rovnoramenný trojúhelník navíc tyto vlastnosti:
- Je osově souměrný podle osy procházející hlavním vrcholem a středem základny.
- Úhly při základně jsou shodné.
- Výšky příslušné ramenům jsou shodné.
- Těžnice příslušné ramenům jsou shodné.
- Výška k základně rozdělí rovnoramenný trojúhelník na dva shodné pravoúhlé trojúhelníky.
- Těžnice k základně a výška k základně jsou totožné.

Rovnostranný trojúhelník je speciálním případem rovnoramenného trojúhelníka.

## Obvod
Obvod rovnoramenného trojúhelníku se počítá jako u klasického:
{\displaystyle O=a+b+c}. Můžeme však provést zjednodušení, neboť zde platí: {\displaystyle a=b} (obě ramena mají stejnou délku), proto nejčastěji počítáme se vzorcem: {\displaystyle O=2a+c}, kde c je základna trojúhelníku a a rameno.

## Obsah
Obsah rovnoramenného trojúhelníka, pokud známe
- stranu {\displaystyle a=b} a úhel {\displaystyle \gamma }, je {\displaystyle S={\frac {a^{2}}{2}}\sin \gamma }.
- stranu {\displaystyle a=b} a úhel {\displaystyle \alpha }, je {\displaystyle S={\frac {a^{2}}{2}}\sin 2\alpha }.